# Caeparia saussurei
Caeparia saussurei är en kackerlacksart som först beskrevs av James Wood-Mason 1876.  Caeparia saussurei ingår i släktet Caeparia och familjen jättekackerlackor. Inga underarter finns listade.